# 育ってダーリン!!
『育ってダーリン!!』（そだってダーリン）は、久米田康治による日本のラブコメディ漫画。

## 概要
『少年サンデー増刊』1994年12月号に読切として『だんな様は小学生!!』が掲載され、翌月より『週刊少年サンデー超』に改名した同誌において、作品タイトルも『育ってダーリン!!』に変更され連載が開始される。1996年6月号まで連載後に未完のまま連載を中断。2002年に『週刊少年サンデー』19号と20号で完結編を発表、全話を収録した単行本が新装版として少年サンデーコミックスより全2巻で発売された。最後の2話と巻末には『かってに改蔵』の人物達が登場する。
執筆再開までは途中で連載を自身の都合で中断したことを『かってに改蔵』で自虐的ギャグとして複数回使っていた。作者曰く「20代の過ち」。台湾では青文出版集団が小学館から正式認可を受けた繁体字中国語版の単行本を期待你長大"というタイトルで刊行している。装丁は日本の新装版と同じ。

## あらすじ
高校1年生の羽留うららは、その美貌でモテモテ。しかし、男はみんなダメで、理想の男などいないと失望していた。そんな時、祖父の決めた許婚の坂本冬馬の存在を知る。小学5年生と年が離れた冬馬を気にも留めないうららだったが、紫式部の源氏物語で、主人公光源氏が、幼い紫の上を理想の女性に育て上げようとしていたことを知り、冬馬を自分の理想の男に育て上げ、理想の夫にすることを決意する。

## 登場人物
年齢等は初登場時。
羽留 うらら（はる うらら）
16歳の女子高生。冬馬を理想の男に育てようとあれこれ理不尽な要求をする。非常に自己中心的な性格。遊びの達人。冬馬の入寮時には「高円寺まどか」（こうえんじ -）の偽名を使い寮母補佐として寮に潜り込む。
坂本 冬馬（さかもと とうま）
小学5年生。うららとの見合い直後に両親がタンザニアに赴任が決まり、日本に残りうららと共に生活することとなる。理不尽なうららの要求を文句は言いつつも全て聞く素直な性格。学校では結構もてている。成績優秀で私立中学の星蘭学院に合格し入学。
沙羅（さら）
うららのクラスメイト。
倉本（くらもと）
うららの同級生でうららの事が好き。どんな願い事でも聞くといっては都合のいい様に利用だけされる。
羽留 くらら
うららの妹。
春彦
めいのいとこ。スキー場でうららにスノーボードを教える。
立花 めい（たちばな めい）
冬馬のクラスメイトの女の子。冬馬のことが好きなため、何かとうららと対立する。実家は金持ち。
小太郎（こたろう）
冬馬のクラスメイト。兄がいる。
健太郎（けんたろう）
冬馬のクラスメイト。中学受験のために塾に通う。
山本 直人（やまもと なおと）
冬馬のクラスメイト。絵が得意。
有村先生（ありむら）
冬馬の担任。みどり先生の事が好き。
みどり先生
冬馬の学校の先生。有村先生を全く相手にしていない
三浦 洋助（みうら ようすけ）
うららのおばさんが営む民宿の近くに住む少年。冬馬と同い年で登場時小学6年生。民宿滞在中に冬馬との友情を交わす。
明智 半平太（あけち はんぺいた）
寮のルームメイト。
岡 大蔵（おか たいぞう）
寮のルームメイト。外見は金髪にピアス（実は母親のイヤリング）、言葉遣いは荒っぽい（しかしほとんどが死語）と不良ぶっているものの、兎のぬいぐるみ「ぴょん太」がないと眠れない。このためあだ名はぴょん太。
菱形 俊蔵（ひしがたとしぞう）
星蘭学院3年。運動系・文化系を問わずあらゆる部活で何らかの肩書きを持ち、大会などの成績に貢献。また学業においても成績トップであり、顔（かなりふけ顔）と性格以外は完璧。女の前では変な言葉遣いになる。うららに惚れたがために、いい様に扱われる。オリンピックの強化選手としてアメリカに留学。

## 単行本
全て著者は久米田康治、発行は小学館の少年サンデーコミックス。
- 『育ってダーリン!!』
  1. 1995年10月発行、ISBN 4-09-123641-3
- 『育ってダーリン!!』（新装版）
  - A - 2002年04月18日発行、ISBN 4-09-123642-1
  - B - 2002年06月18日発行、ISBN 4-09-123643-X

『My First BIG SPECIAL 毎月久米田康治』にも掲載している。